# Талко (Техас)
Талко (англ. Talco) — місто (англ. city) в США, в окрузі Тайтус штату Техас. Населення — 494 особи (2020).

## Географія
Талко розташоване за координатами 33°21′46″ пн. ш. 95°6′8″ зх. д. / 33.36278° пн. ш. 95.10222° зх. д. (33.362882, -95.102269).  За даними Бюро перепису населення США в 2010 році місто мало площу 1,99 км², з яких 1,98 км² — суходіл та 0,00 км² — водойми.

## Демографія
Згідно з переписом 2010 року, у місті мешкало 516 осіб у 199 домогосподарствах у складі 135 родин. Густота населення становила 260 осіб/км².  Було 271 помешкання (136/км²).
Расовий склад населення:
| - 75,6 % — білих - 13,2 % — чорних або афроамериканців - 1,6 % — корінних американців - 0,8 % — азіатів - 5,8 % — осіб інших рас |

До двох чи більше рас належало 3,1 %. Частка іспаномовних становила 19,4 % від усіх жителів.
За віковим діапазоном населення розподілялося таким чином: 28,3 % — особи молодші 18 років, 58,7 % — особи у віці 18—64 років, 13,0 % — особи у віці 65 років та старші. Медіана віку мешканця становила 35,7 року. На 100 осіб жіночої статі у місті припадало 94,7 чоловіків;  на 100 жінок у віці від 18 років та старших — 92,7 чоловіків також старших 18 років.
Середній дохід на одне домашнє господарство  становив 36 128 доларів США (медіана — 22 321), а середній дохід на одну сім'ю — 40 347 доларів (медіана — 32 232). За межею бідності перебувало 36,0 % осіб, у тому числі 55,6 % дітей у віці до 18 років та 35,4 % осіб у віці 65 років та старших.
Цивільне працевлаштоване населення становило 184 особи. Основні галузі зайнятості: роздрібна торгівля — 27,7 %, освіта, охорона здоров'я та соціальна допомога — 17,4 %, сільське господарство, лісництво, риболовля — 13,0 %, виробництво — 12,0 %.